# Nico Thomas
Nico Thomas (* 10. Juni 1966 in Ambon, Indonesien) ist ein ehemaliger indonesischer Boxer im Strohgewicht. 

## Profikarriere
Im Jahre 1986 begann er erfolgreich seine Profikarriere. Am 17. Juni 1989 boxte er gegen Samuth Sithnaruepol um den Weltmeistertitel des Verbandes IBF und gewann nach Punkten. Diesen Gürtel verlor er allerdings bereits in seiner ersten Titelverteidigung im September desselben Jahres an Eric Chavez.
Im Jahre 2006 beendete er seine Karriere.